# 대서초등학교 (경북)
대서초등학교는 대한민국 경상북도 성주군 대가면 참별로 1718-1 (대천리)에 있었던 공립 초등학교이다.

## 연혁
- 1946년 9월 6일 대가국민학교 대천분교장 설치
- 1949년 9월 17일 대서국민학교 개교
- 1950년 4월 11일 기존 옥화, 대천, 도남리에서 금산2리 학구 편입
- 1973년 3월 19일 화랑상 건립
- 1982년 3월 19일 병설유치원 개원
- 1996년 3월 1일 대서초등학교 명칭 변경
- 1999년 2월 19일 제47회 졸업(총2,337명)
- 1999년 9월 1일 대가초등학교로 통합